# Andrew J. Sacks
Andrew J. Sacks (* 3. Februar 1964) ist ein Filmproduzent, der mit einem Oscar ausgezeichnet wurde.

## Karriere
Andrew J. Sacks begann im Jahr 1994 im Filmstab zu arbeiten. Er wirkte als Produktionsassistent bzw. Produktionskoordinator bei Fernsehserien und Filmen mit. Im Jahr 1998 arbeitete er hinter den Kulissen von The Opposite of Sex – Das Gegenteil von Sex, in dem Christina Ricci und Martin Donovan in den Hauptrollen zu sehen waren. Seit den 2000er Jahren wirkte er als Produzent aber auch Executive Producer unter anderem bei Kurzfilmen aber auch Fernsehserien wie The Closer oder Major Crimes mit. Für seine Beteiligung bei dem Kurzfilm Two Soldiers erhielt Sacks mit Aaron Schneider bei der Oscarverleihung 2004 eine Nominierung in der Kategorie „bester Kurzfilm“, wobei sie sich gegen die Konkurrenten durchsetzen konnten und den Oscar erhielten.

## Filmografie (Auswahl)
- 1994: Beverly Hills, 90210 (Fernsehserie, Episode 4x31-32 Mr. Walsh geht nach Washington)
- 1995: Blackmail (Letter to My Killer, Fernsehfilm)
- 1998: The Opposite of Sex – Das Gegenteil von Sex (The Opposite of Sex)
- 2000: Bruno (The Dress Code)
- 2002: Adaption – Der Orchideen-Dieb (Adaption.)
- 2003: Two Soldiers (Kurzfilm)
- 2005–2012: The Closer (Fernsehserie, 109 Episoden)
- 2012–2017: Major Crimes (Fernsehserie, 87 Episoden)